# Eerste Perzische Invasie van Griekenland

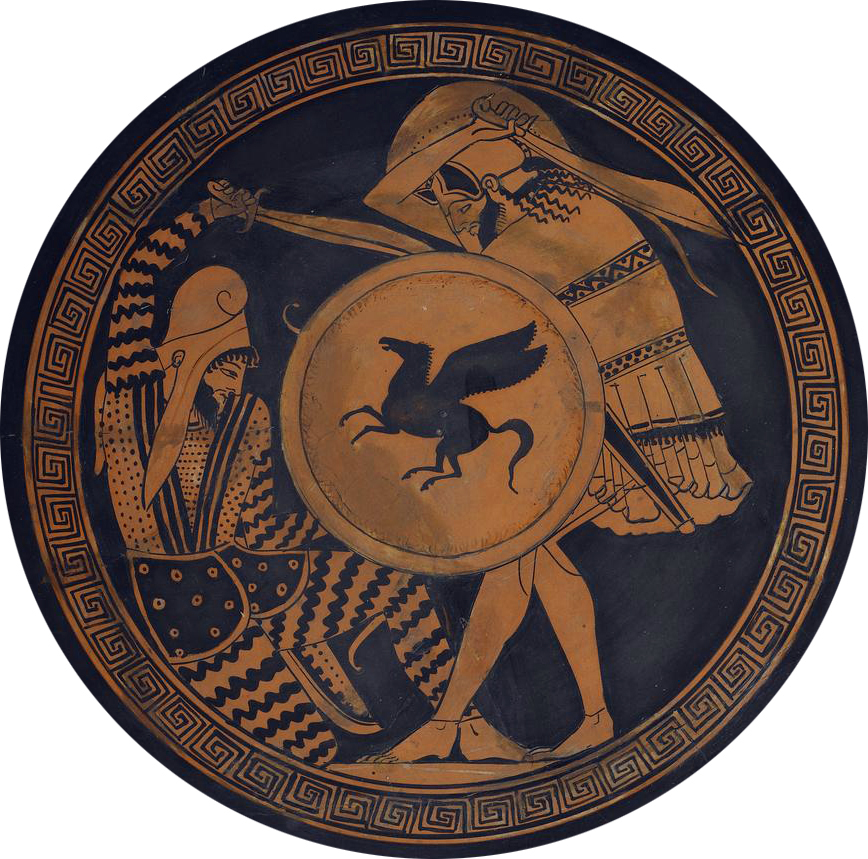
Duel tussen Griek en Pers afgebeeld op een Griekse vaas.

De Eerste Perzische Oorlog is de eerste van de twee Perzische Oorlogen tussen de Griekse stadstaten en de Achaemeniden.
In de loop van de 6e eeuw v.Chr. hadden de Perzen de Griekse koloniën in Ionië op de westkust van Klein-Azië veroverd. In het jaar 500 v.Chr. kwamen de koloniën in opstand en kregen steun van Athene en van de stad Eretria (op het eiland Euboia, nu Évia). Sjah Darius I van Perzië onderdrukte de Ionische Opstand en wilde daarna Athene en Eretria straffen en bij die gelegenheid tevens Europees Griekenland veroveren. In 492 v.Chr. werd het Perzische gevaar afgewend, doordat de vloot in een storm bij de berg Athos werd vernietigd, waarna ook het Achaemenidische leger naar huis weerkeerde.
In 490 v.Chr. volgde de tweede aanval, nu alleen over zee. Eretria werd alsnog uit wraak verwoest. Daarna ontscheepten zich de Perzen in de vlakte van Marathon (nu Marathónas) op de oostkust van Attica, maar daar werden ze door hoplieten uit Athene en Plataeae, onder leiding van Athener Miltiades, op de vlucht gedreven in de Slag bij Marathon, op 42 km afstand van Athene. 
Ionische Opstand · Eerste Perzische invasie · Tweede Perzische invasie · Oorlogen van de Delische Bond